# Ilyes Chetti
Ilyes Chetti (Annaba, 22 gennaio 1995) è un calciatore algerino, difensore dell'USM Alger.

## Carriera

### Club
Ha giocato nella prima divisione algerina, in quella tunisina, in quella francese ed in quella marocchina.

### Nazionale
Ha esordito in nazionale nel 2018; è stato convocato per la Coppa delle nazioni africane 2021.

## Statistiche

### Cronologia presenze e reti in nazionale
| Cronologia completa delle presenze e delle reti in nazionale ― Algeria | Cronologia completa delle presenze e delle reti in nazionale ― Algeria | Cronologia completa delle presenze e delle reti in nazionale ― Algeria | Cronologia completa delle presenze e delle reti in nazionale ― Algeria | Cronologia completa delle presenze e delle reti in nazionale ― Algeria | Cronologia completa delle presenze e delle reti in nazionale ― Algeria | Cronologia completa delle presenze e delle reti in nazionale ― Algeria | Cronologia completa delle presenze e delle reti in nazionale ― Algeria |
| Data                                                                   | Città                                                                  | In casa                                                                | Risultato                                                              | Ospiti                                                                 | Competizione                                                           | Reti                                                                   | Note                                                                   |
| ---------------------------------------------------------------------- | ---------------------------------------------------------------------- | ---------------------------------------------------------------------- | ---------------------------------------------------------------------- | ---------------------------------------------------------------------- | ---------------------------------------------------------------------- | ---------------------------------------------------------------------- | ---------------------------------------------------------------------- |
| 27-12-2018                                                             | Doha                                                                   | Qatar                                                                  | 0 – 1                                                                  | Algeria                                                                | Amichevole                                                             | -                                                                      | 71’                                                                    |
| 10-10-2019                                                             | Blida                                                                  | Algeria                                                                | 1 – 1                                                                  | RD del Congo                                                           | Amichevole                                                             | -                                                                      | 83’                                                                    |
| 1-12-2021                                                              | Ar Rayyan                                                              | Algeria                                                                | 4 – 0                                                                  | Sudan                                                                  | Coppa araba FIFA 2021 - 1º turno                                       | -                                                                      |                                                                        |
| 4-12-2021                                                              | Al Wakrah                                                              | Libano                                                                 | 0 – 2                                                                  | Algeria                                                                | Coppa araba FIFA 2021 - 1º turno                                       | -                                                                      |                                                                        |
| 7-12-2021                                                              | Al Wakrah                                                              | Algeria                                                                | 1 – 1                                                                  | Egitto                                                                 | Coppa araba FIFA 2021 - 1º turno                                       | -                                                                      |                                                                        |
| 12-12-2021                                                             | Doha                                                                   | Marocco                                                                | 2 – 2 dts (5 – 7 dtr)                                                  | Algeria                                                                | Coppa araba FIFA 2021 - Quarti di finale                               | -                                                                      |                                                                        |
| 15-12-2021                                                             | Doha                                                                   | Qatar                                                                  | 1 – 2                                                                  | Algeria                                                                | Coppa araba FIFA 2021 - Semifinale                                     | -                                                                      |                                                                        |
| 18-12-2021                                                             | Al Khawr                                                               | Tunisia                                                                | 0 – 2 dts                                                              | Algeria                                                                | Coppa araba FIFA 2021 - Finale                                         | -                                                                      | 13’                                                                    |
| 5-1-2022                                                               | Ar Rayyan                                                              | Algeria                                                                | 3 – 0                                                                  | Ghana                                                                  | Amichevole                                                             | -                                                                      | 84’                                                                    |
| Totale                                                                 |                                                                        | Presenze                                                               | 9                                                                      |                                                                        | Reti                                                                   | 0                                                                      |                                                                        |

## Palmarès

### Club

#### Competizioni nazionali
- Campionato tunisino: 2

Espérance: 2019-2020, 2020-2021

### Nazionale
- Coppa araba FIFA: 1

Qatar 2021